# J. D. 해머

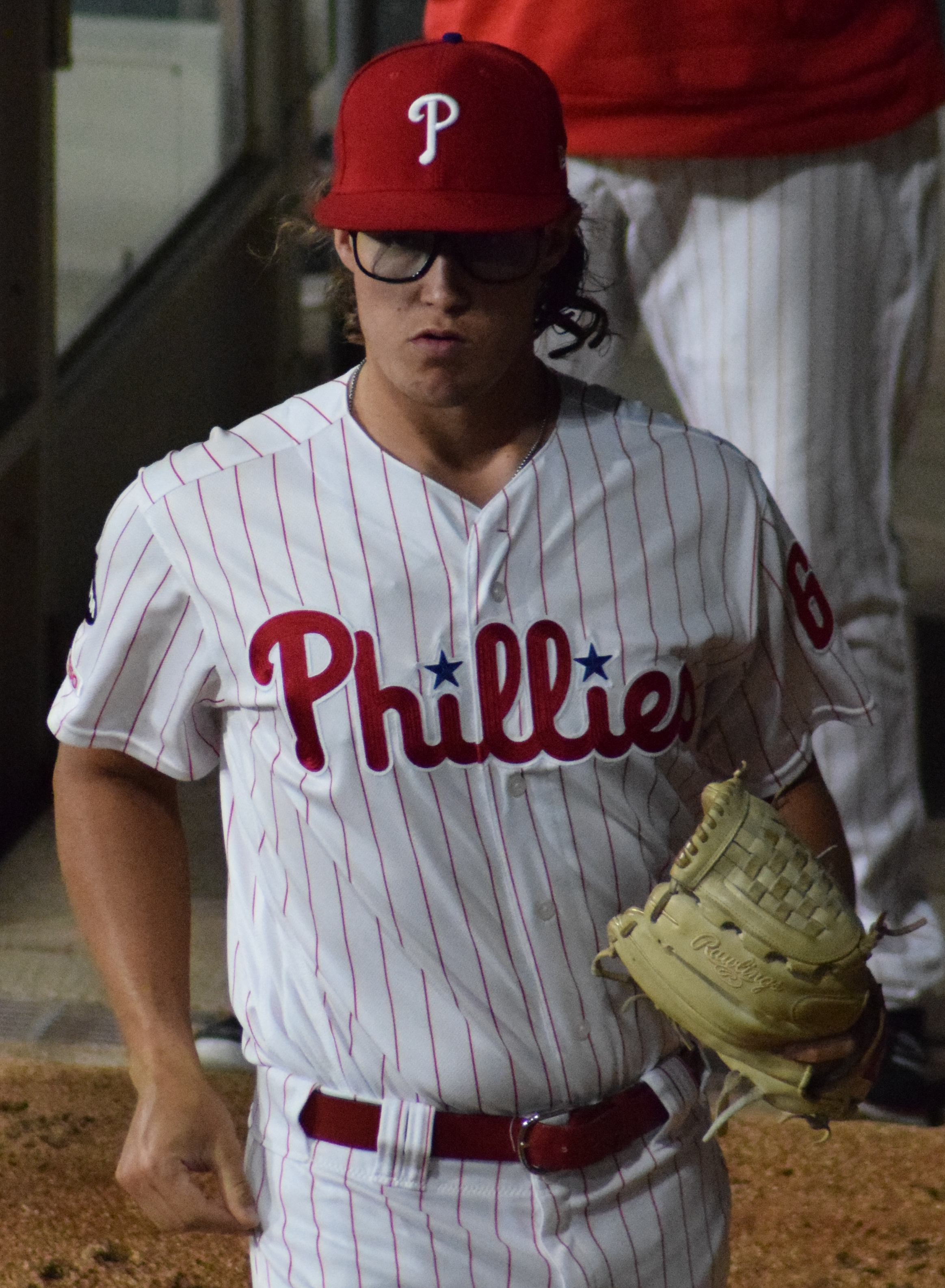
2019년 모습

J. D. 해머(J. D. Hammer, 본명: 존 데일 해머, John Dale Hammer, 1994년 7월 12일 ~ )는 미국의 프로 야구 투수이자 FA이다. 이전에 필라델피아 필리스의 메이저 리그 베이스볼(MLB)에서 뛰었다.
해머는 콜로라도주 포트콜린스에서 태어났다. 부모님의 피자 사업을 돕고 야구를 했던 네 자녀 중 장남이었다. 포트 콜린스 고등학교를 졸업한 후 그는 유격수로 나바로 칼리지 야구팀에 합류했다. 그의 코치들은 그를 투수로 전환시켰고 그는 2014년에 팀의 에이스가 되었다. 해머는 마셜 선더링 허드(Marshall Thundering Herd)에서 대학 야구 경력을 계속하기 전에 나바로에서 두 시즌을 보냈다. 마샬을 졸업한 후 로키스는 2016년 MLB 드래프트 24라운드에서 해머를 선택했다.
해머가 로키스의 농장 시스템에서 뛰는 동안 팻 네셱과 교환하여 필리스(Phillies)로 트레이드되었다. 팔꿈치 부상으로 2018년 시즌 대부분을 결장했지만 2019년 시즌 초 필리스의 마이너 리그를 거쳐 그해 5월 MLB 데뷔전을 치렀다. 해머는 7월에 다시 트리플A로 내려갔고 남은 시즌 동안 그곳에 머물렀다. 코로나19 범유행으로 인해 2020년에 뛰지 못했지만 2021년에 필리스 불펜으로 복귀했다. 필라델피아의 명단에서 제외된 해머는 2022년 시즌 이전에 자신을 드래프트했던 팀과 재계약했다.